# Tusby församling
Tusby församling (finska: Tuusulan seurakunta) är en evangelisk-luthersk församling i Tusby i det finländska landskapet Nyland. Församlingen tillhör Tusby prosteri inom Esbo stift och är en del av Evangelisk-lutherska kyrkan i Finland.
Församlingen har Tusby kyrka som sin huvudkyrka, och inom församlingens område finns även Mariefors kyrka. År 2021 hade församlingen 26 026 medlemmar. 
Församlingens verksamhet sker huvudsakligen på finska, men det förekommer även svenskspråkiga evenemang, till exempel under stora helger.

## Historia
Tusby församling grundades år 1643 som en kapellförsamling under Sibbo församling. Den skapades genom att dela upp delar av Helsinge församling och blev en självständig moderförsamling enligt beslut från domkapitlet år 1653 och 1668. Under 1900-talet bröt sig Kervo församling och Träskända församling loss från Tusby församling.

## Kyrkor och lokaler

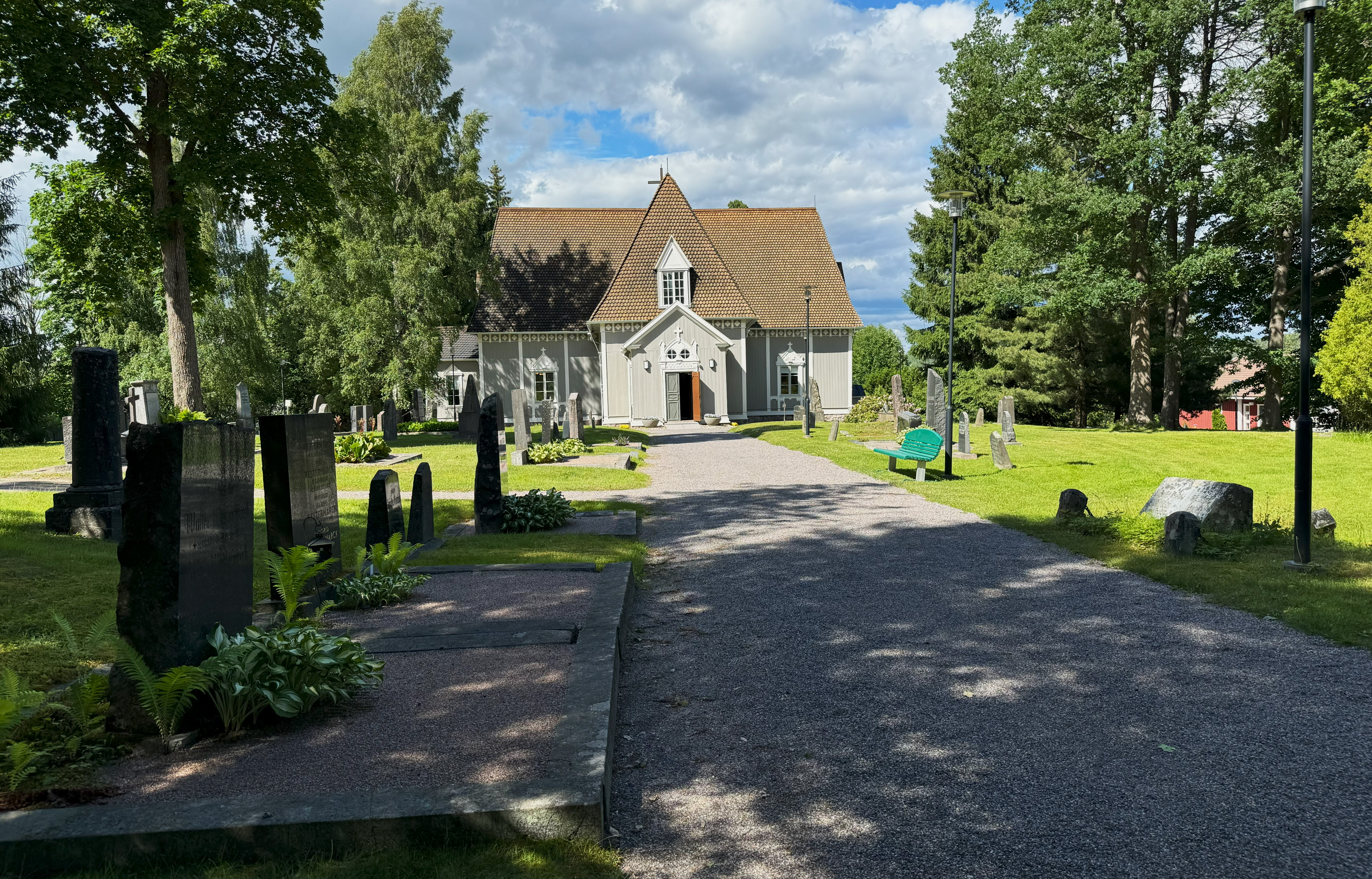
Tusby kyrka sedd söderifrån

99
Lista över Tusby församlings kyrkor och lokaler:
- Tusby kyrka, färdigställdes 1734 vid Tusby träsk.
- Jokela kyrka, färdigställdes 1976 och revs 2022 på grund av problem med inneluften.
- Mariefors kyrka, färdigställdes 1800
- Mariefors församlingshem
- Paijala gamla begravningskapell, färdigställdes 1910
- Paijala nya begravningskapell, färdigställdes 1993

- Tusby församlingscentrum
- Tusby prästgård, såldes åt privatperson 2018
- Mariefors jordfästningskapell
- Rusutjärvi lägerhem

## Begravningsplatser
Lista över Tusby församlings begravningsplatser:
- Tusby kyrkogård, grundades 1777
- Mariefors begravningsplats, grundades 1809
- Paijala begravningsplats, grundades 1898
- Jokela urnelund, grundades 1995

## Bilder

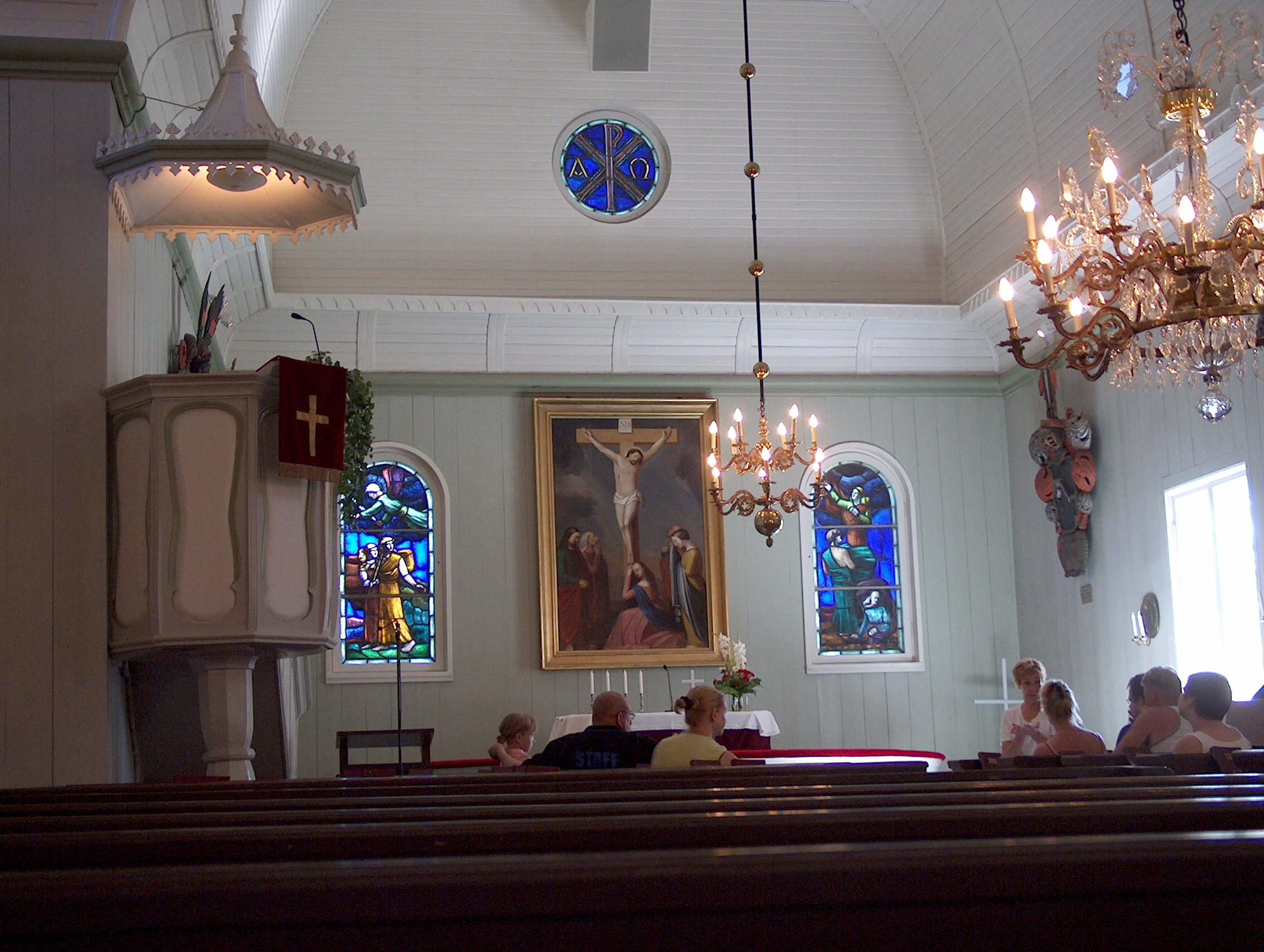
Tusby kyrkas kyrkosal
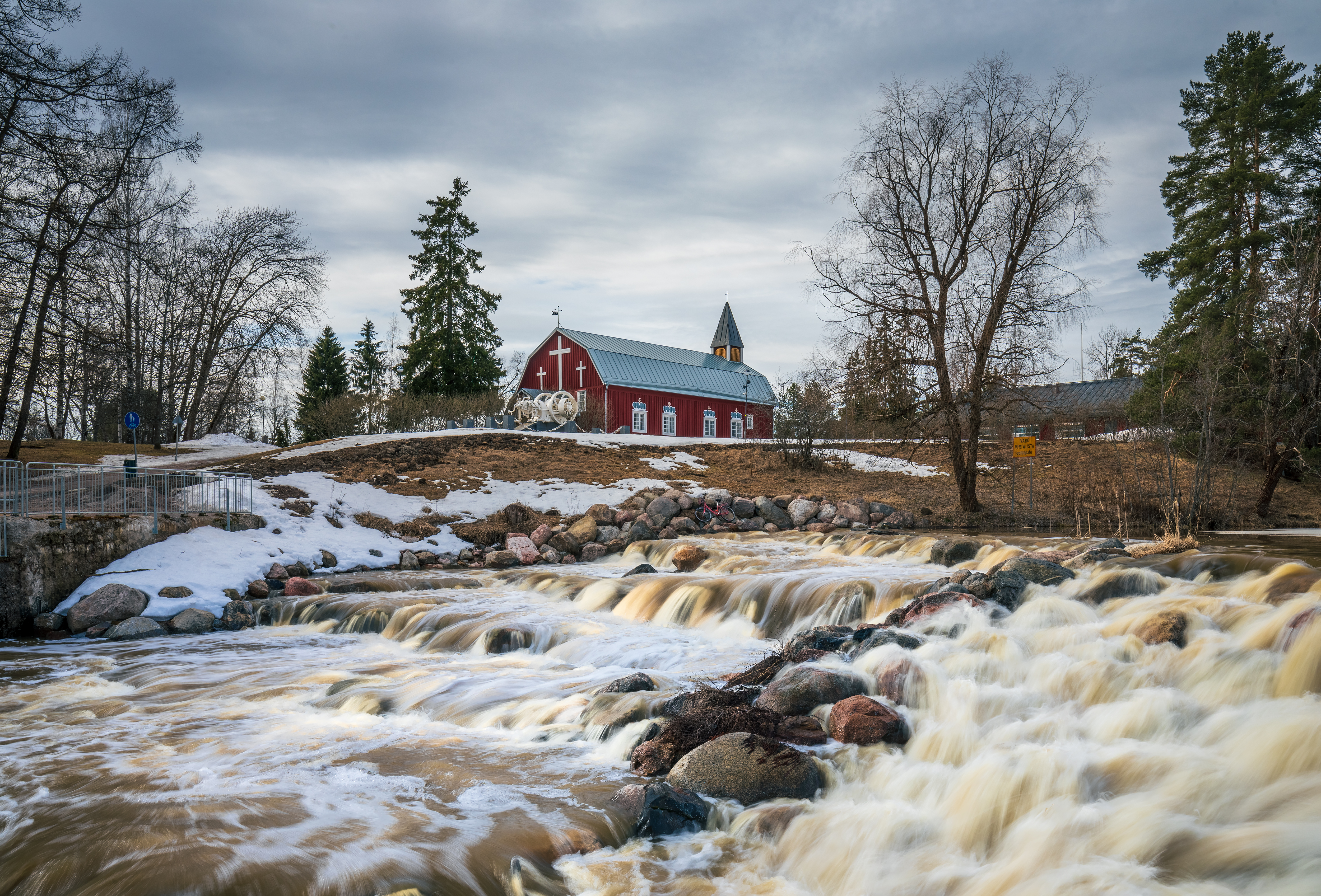
Mariefors kyrka
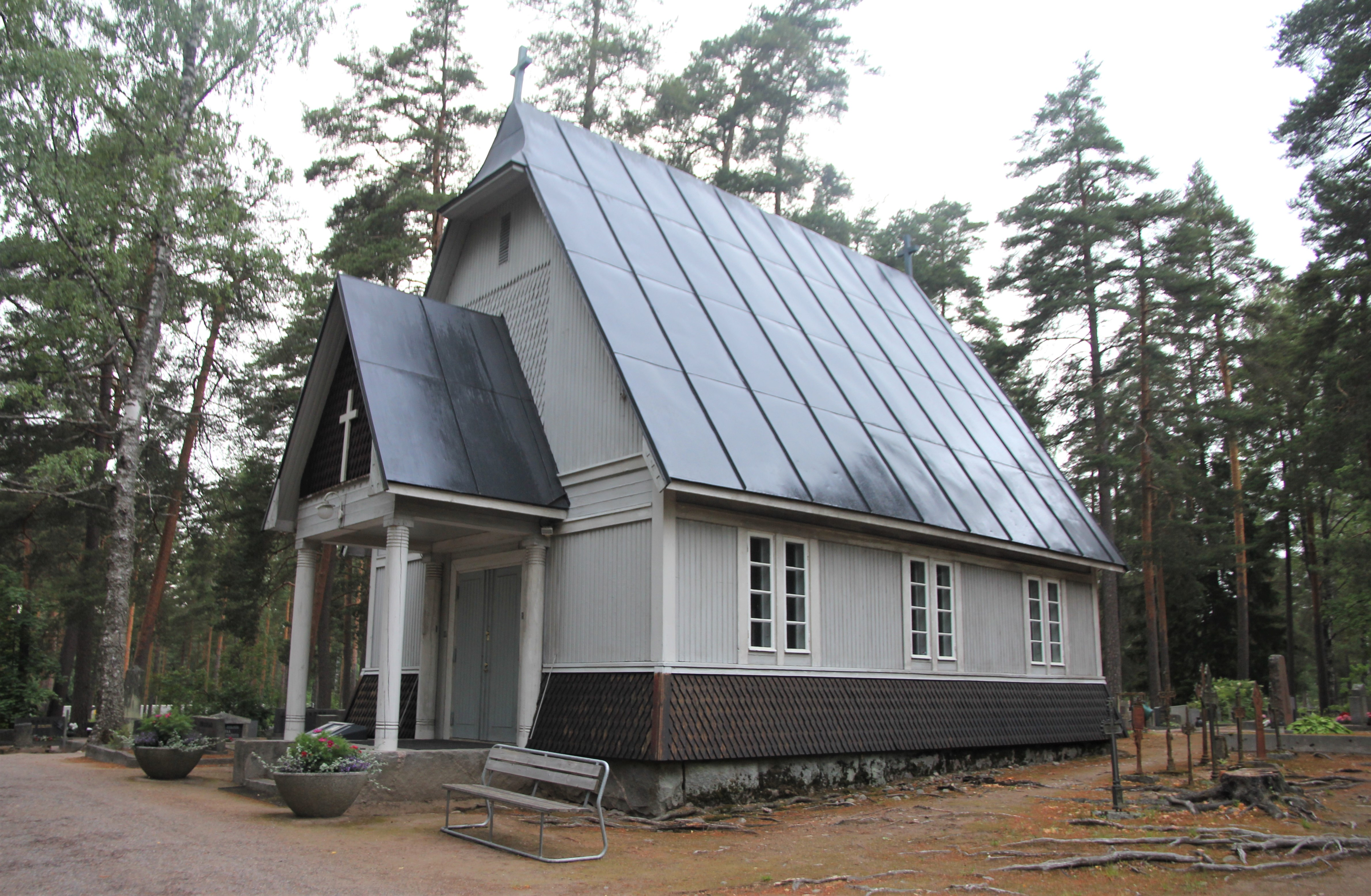
Paijala gamla begravningskapell